# Lengyel József (író)
Lengyel József (Marcali, 1896. augusztus 4. – Budapest, 1975. július 14.) Kossuth- és József Attila-díjas magyar író, költő. Kezdetben Budapesten és Pozsonyban járt egyetemre, első versei Kassák Lajos lapjaiban jelentek meg. 1918-ban a KMP tagja lett, majd a Magyarországi Tanácsköztársaság bukását követően Ausztriába menekült, ahol megjelent első önálló könyve (Ó Hit Jeruzsálem... Gábriel Lajos változásai), s belépett az Osztrák Kommunista Pártba, amelynek 1921-ig volt tagja. 
1927-ben Németországba költözött, itt mint újságíró működött, fordításokat készített baloldali lapoknak, és tagja lett Németország Kommunista Pártjának is. 1930-ban Moszkva következett, ahol dramaturgként, illetve lapszerkesztőként kereste kenyerét, itt adták ki Visegrádi utca című művét, amelyben 1918–19-es személyes élményeit írta meg. 1938-ban letartóztatták, elítélték, és nyolc évig különböző Gulag munkatáborokban raboskodott, 1946-ban kiszabadult, ám újra letartóztatták és Szibériába száműzték. 1955-ben visszatért Magyarországra, itthon többek között a szovjet lágerekről is írt.
...olyan tiszta szemmel néz körül a pokolban, mint Dante.

## Élete és munkássága

### A kezdetek
Szülei Lengyel Pál (1864-1913) gabonakereskedő és Vittmann Janka voltak. Az elemi iskola négy osztályát Marcaliban, a gimnázium első osztályát Keszthelyen végezte. Gyerekként Petőfi hatására verseket írt. 1907-ben apja tönkrement, családja Pestre költözött. Tanulmányait a budapesti Barcsay utcai gimnáziumban folytatta. 1914-ben beiratkozott a Budapesti Tudományegyetem bölcsészkarára, ahol művészettörténetet is hallgatott. 1915-ben megkezdte tanulmányait a pozsonyi egyetem jogi karán is, de 1916-ban azt is abbahagyta.
Első két verse 1916-ban Kassák Lajos lapjában, A Tettben jelent meg. 1916–17-ben több verse, egy novellája, művészeti kritikái jelentek meg A Tett, majd a Ma folyóiratokban, valamint 1917-ben az Új költök könyve c. kötetben.
1917 végén az oroszországi forradalmi események hatására György Mátyással, Komját Aladárral és Révai Józseffel együtt kiváltak a Ma köréből, s Kilencszáztizenhét címen új irodalmi folyóirat programját hirdették meg, ám azt a cenzúra már indulásakor betiltotta. A programot röpiratként terjesztették. 1918-ban megalakították a forradalmi szocialista írók csoportját, majd 1918 Szabadulás című közös kötettel léptek a nyilvánosság elé.

### A forradalmak sodrásában
Megismerkedett Szabó Ervin nézeteivel, részt vett az illegális antimilitarista mozgalomban, csatlakozott a forradalmi szocialisták csoportjához. Az őszirózsás forradalom győzelme után a csoport agitációs tevékenységet folytatott a polgári forradalommal elégedetlen munkások körében, 1918. november végén a csoporttal együtt csatlakozott a KMP-hez, később pedig a Vörös Ujság szerkesztőségében dolgozott. 1919. február 21-én, a KMP vezetőségével együtt letartóztatták, március 20-án szabadon bocsátották.
A Magyarországi Tanácsköztársaság idején a Vörös Ujság kultúrrovatának, majd az Ifjú Proletár című lap szerkesztője volt. A Tanácsköztársaság bukása után Pest környékén és Pesten rejtőzködött. Barátja, Nemes-Lampérth József műtermében bujkálva megírta első novelláját, Szegény Kovács Gábor tanulság nélküli élete címen. 1919. október 28-án Ausztriába szökött. A határon osztrák rendőrök elfogták, és bécsi kihallgatás után a karlsteini internálótáborba vitték.

### Bécsi emigrációban
1920–1927 között Bécsben élt. 1922–1923-ban a Bécsi Egyetem hallgatója volt. Az egyetemen történelmi és műtörténeti órákra is beiratkozott, angolul tanult, valamint foto- és mikrofotográfiai kurzusra is járt. Alkalmi munkából, majd munkanélküli segélyből élt. Házasságot kötött Kornhauser Irénnel, az orvosi egyetem hallgatójával. A házassága rövid ideig tartott. A bécsi tartózkodás alatt kétszer járt Olaszországban. 1919–1921 között Ausztria Kommunista Pártjának tagja volt. 1921–1924-ben lelki válságba került, kilépett a pártból is, majd visszalépett. Fizetés nélkül a Die Rote Fahne kommunista lap külpolitikai munkatársa volt. Néhány írása megjelent az emigráns magyar lapokban. Fordítással is foglalkozott. 1923-ban az általa szerkesztett, az Írók könyvtára sorozat 3. köteteként megjelent első önálló könyve Ó Hit Jeruzsálem... Gábriel Lajos változásai, egy verssel és egy novellával, valamint németül a népmeséket feldolgozó Sternekund und Reinekund mesekönyv és korábbi novellája Des armen Gábor Kovács Lebenslauf címmel.

### Németországi emigrációban
1927-ben Berlinbe költözött. 1927–1930 között a Németország Kommunista Pártja tagja volt. Az Antiimperialista Ligában archívumot rendezett, a Vörös Szakszervezeti Internacionálé folyóirata számara angolból németre fordított, később a Der drohende Krieg, majd a Film und Volk szerkesztője és a Welt am Abend külpolitikai rovatának vezetője volt. Dramaturgként is dolgozott a Prometheus Film és Weltfilm filmvállalatoknál. 1929-ben Berlinben írta meg a Visegrádi utca című művét, amelyben személyes élményei alapján az 1918–19-es magyar forradalmak eseményeit dolgozta fel.

### A proletárforradalom hazájában. Érkezéstől letartóztatásig
1930 áprilisának végén Moszkvába érkezett a Berlin am Morgen lap tudósítójaként. Ősztől a Vörös Szakszervezeti Internacionáléban dolgozott. Volt a szovjet–német Mezsrabpomfilm vállalat dramaturgja. 1932-ben feleségül vette Kizevalter Nyina Szergejevnát, zene- és ritmika (mozgásművészet) tanárt. 1936-ban felvette a szovjet állampolgárságot. 1932–34-ben a moszkvai Külföldi munkások kiadóvállalata magyar szekciójának vezetője volt. Publikált a Sarló és Kalapács magyar nyelvű lapban (novellákat, publicisztikákat), 1933-34-ben a szerkesztője volt. Az 1930-as évek közepétől (vagy 1935-től vagy 1936-tól) szabadfoglalkozású volt. 
Magyar és orosz nyelven Moszkvában kiadták a Visegrádi utcát, 1936-ban megjelent a kanadai magyar kiadás is, néhány könyve oroszul is. Három regény írásába kezdett: Föld és külföld, A moszkvai követ és Prenn Ferenc hányatott élete. A Föld és külföld című regénye a Szovjetunióban működő külföldi szakemberek életéről szólt, egyes fejezetek megjelentek a Sarló és Kalapácsban, valamint oroszul az Oktyabr folyóiratban. A moszkvai követ című regény, amely gróf Brockdorff-Rantzau, a weimari Németország moszkvai követéről szólt, befejezetlenül maradt (csak két fejezete készült el). Novellákat írt (Szőlők, nóták, álmok, Kulcs, Wengraf, A német, Örökkévalóság).

### A Gulágon, száműzetésben
1938. február 21-én letartóztatták, 1939 májusában a Belügyi Népbiztosság Rendkívüli Bizottsága (OSzO) 1939. április 23-án az 58. paragrafus (8) (10) pontja alapján távollétében 8 évi javító-nevelő munkatáborban letöltendő szabadságvesztésre ítélte. Büntetését a norilszki és kanszki táborokban töltötte le. Csak 8 év és 10 hónap letelte után, 1946 utolsó napján szabadult. Több hétig tartó útját a kényszer-letelepedési helyig az Elejétől végig művében írta le. 1947–48-ban az úgynevezett 101. kilométeren, a Moszkvától 113 km távolságban lévő Alekszandrov városban élt. Lektor-fordítóként alkalmazták az Idegennyelvű Kiadónál. Eleinte gyakran utazott be Moszkvába, s egy-két napot családjával töltött. Két mesét írt orosz nyelven, valamint az Alka című elbeszélést.
1947 tavaszán beadta hazatérési kérvényét. 1948 telén a moszkvai lakásán ellenőrizték, és 24 órán belül vissza kellett térnie a bejelentkezési helyére, Alekszandrovba. Ott találkozott sorstársával, Olga Szergejevna Ancipo-Csikunszkájával, aki ugyanabban a házban volt bejelentve, de addig Moszkvában, a barátainál lakott. Néhány magyarnak sikerült visszatérni Magyarországra. Lengyel József hazatérési kérelmét még 1948 tavaszán utasították vissza, de erről nem értesítették. Ősszel is reménykedett a hazatérésben. November 22-én ismét letartóztatták, s a vlagyimiri börtönbe szállították. 1949. február 9-én örök száműzetésre ítélték. 1949 márciusában börtönvagonban visszavitték Szibériába. Letelepedési helyének Makarovót, a Kanszktól 50 km-re eső falut jelölték ki. Itt írta a későbbi Igéző ciklusának majdnem minden darabját („jóformán az egészet; amit most »elévült tartozás«-nak nevezek utólag”), valamint az Isten ostora című filmdrámát. Makarovóban csőszként, szénégetőként, erdőkerülőként dolgozott a helyi kolhozban. 1949 őszén önként hozzáköltözött Olga Szergejevna. 1954. július 26-án Dzerzsinszkoje községben letartóztatták, 1954. szeptember 1-én a Krasznojarszki határterület Dzerzsinszkojei járás népbírósága 3 évi munkatáborban letöltendő szabadságvesztésre ítélte. 1955. február 23-án szabadult. 1955 februárjában élettársával együtt visszatért Moszkvába, és beadta a rehabilitálási kérvényt. Májusban házasságot kötött az asszonnyal, majd június 25-én bűncselekmény hiányában rehabilitálták.

### Újrakezdés 60 évesen
1955 augusztusában feleségével együtt 35 évi távollét után hazatért Magyarországra. Sikerült átcsempésznie 2557 oldalnyi kéziratot, feljegyzést. 1956 augusztusában megjelent korábbi novelláit tartalmazó első magyarországi kötete, a Kulcs, 1957-ben a Visegrádi utca első hazai kiadása, 1958-ban befejezte és kiadta a Prenn Ferenc hányatott élete című regényét. 1959–60-ban egy történelmi regényen dolgozott, amelynek hősei a Lánchidat megálmodó Széchenyi és az azt megépítő William Tierney Clark és Clark Ádám. A regény Három hídépítő (más címén Hídépítők) címmel 1960-ban jelent meg. Az év nyarán Kínába utazott. Az utazás élményeiről szóló Keresem Kína közepét című útinaplója 1963-ban jelent meg. Életének ebben a szakaszában Margittay Ilona volt az élettársa (bár feleségétől nem vált el). 1968-ban Duczyńska Ilonával együtt vettek egy parasztházat Monoszlón, a későbbiekben a nyarakat ott töltötte. Élete végén néhány színdarabot (Ilók és Mihók, Anyu, Antiktirón) és újból verseket írt.
Minden leírt soromat vállalom.

## AGulagmagyar írója
Hazatérése után írói és emberi hivatását abban látta, hogy elmondhassa mindazt, amit átélt a lágerekben, a száműzetésben. Az 1950-es évek végén azokon a műveken dolgozott, amelyek első fogalmazványait Szibériában írta meg. Elsőként a Reggeltől estig c. elbeszélése jelent meg. A ciklust 1958-ban fejezte be. Az 1961-ben megjelent Igéző című kötet a címadó kisregényen kívül 5 művet tartalmazott, amelyekben a szovjet táborok és kényszerlakhelyek világát írta meg. 1962-ben a ciklusból további művek jelentek meg (Nefelejcs, Sárga pipacsok, Kicsi mérges öregúr). A Blinken OSA Archívumban Lengyel József anyagában feljegyezték, hogy „orosz munkatáborokról szóló novellák közlése miatt feljelentést tett ellene Andics Erzsébet Aczél Györgynél”. A Kicsi mérges öregúr közlése után Illés Lajost, az Új Írás főszerkesztőjét, figyelmeztették, hogy mellőzze hasonló írások publikálását. 1962 szeptemberében Lengyel József művei egy nagyobb írószövetségi vita egyik fő témájává váltak.
Miután 1962 novemberében a szovjet Novij Mir folyóiratban megjelent Szolzsenyicin Iván Gyenyiszovics egy napja című elbeszélése, Illés Lajos vállalta az Elejétől végig közlését, amely így Magyarországon egy hónappal megelőzte Szolzsenyicin művét. Rövidesen a Magyar Nemzetben egy terjedelmes cikkben azzal vádolták Lengyel Józsefet, hogy Szolzsenyicinnel ellentétben, akinél ártatlanul elítélt emberek „szocialista várost építenek”, ő csak emberi mivoltukból kivetkőzött alakokat ábrázol és közelharcot a falat kenyérért, a hőse, Nekeresdi György, szabadulván odakint is „tábort” talál. Műve mellett Tatay Sándor és Hevesi Gyula állt ki. 1963-ban az „egész életművéért, különösen az Igéző című novelláskötetéért” Lengyel József Kossuth-díjat kapott. Erről beszámolt a Szabad Európa Rádió. Rövidesen ott egy külön méltatás hangzott el, amelyben Lengyelt először nevezték a „magyar Szolzsenyicin”-nek.
… irritál, hogy engem a magyar Szolzsenyicinnek neveznek. Ha már összehasonlítás lehetséges – bár minden hasonlat sántít –, nevezzenek egy kis ország, szegény ország Malraux-jának.
A Kossuth-díj nem szüntette meg a közlési akadályokat. Magyarországon nem jelenthetett meg Elévült tartozás című újabb kötete. Erre 1964-ben került sor, de az csak a már publikált műveket tartalmazhatta. Jóllehet számos külföldi kiadó érdeklődött az Elejétől végig iránt, a Szerzői Jogvédő Hivatal utasítást kapott, hogy ne engedélyezze további publikációit. Mégis 1965–68-ban több nyelven megjelent az Igéző, az Elejétől végig és más lágertémájú művei.

## Harc a Szembesítés megjelenéséért
Az 1960-as évek elején új regényeken kezdett dolgozni, amelyek a Prenn Ferenc hányatott élete című regényéhez kapcsolódtak. A tervezett pentalógiából (öt regény) 1965-ben kettő jelent meg Mit bír az ember közös címmel: Trend Richárd vallomásai és Újra a kezdet. 1965 végén befejezte újabb regényét, a Szembesítést, amelyet életműve „zárókövének” tartott. A cselekménye két napon (1948 kora tavasszal) a moszkvai Magyar Követségen és Alekszandrov városban játszódik. Majdnem hét évig tartott az író harca, hogy a regény megjelenjen Magyarországon. Több kiadónak, lapszerkesztőségnek, írónak eljuttatta a gépelt példányokat. 1969. február 28-án a regényről vitát rendeztek az Írószövetségben, amelyről III/III jelentés is készült. A hírek a regényről és az írószövetségi vitáról külföldre is eljutottak. A harc a szocialista országok számára precedens nélküli eredménnyel zárult: 1971 végén a regény „kézirat gyanánt” korlátozott számú példányban jelent meg. Több külföldi lap tudósított a regény zártkörű megjelenéséről. Peter Owen, Lengyel József angol kiadója kijelentette, hogy élni fog az opciós jogával és kiadja a regényt. A magyar hatóságoknak nem sikerült megakadályozni a regény külföldi megjelentetését. 1973-ban Duczynska Ilona (Anna Novotny álnéven) fordításában a regény megjelent angolul Angliában és az USA-ban, 1975-ben pedig franciául, valamint egy londoni kiadó gondozásában oroszul is. A regény megjelenéséért folytatott többéves harc, valamint a magyarországi politikai légkör változásai hátrányosan hatottak az íróra, a tervezett ötödik regényt, a Banicza végnapjait, amely 1956 előtt és közvetlenül utána játszódott volna, már nem tudta megírni, csak töredékben maradt fenn.
Életének végén belső emigrációban élt. A szocialista gazdasági rendszer megváltoztatására „se evolúciós, se revolúciós utat” nem látott reálisnak. 1968-ban végképp szakított a kommunizmussal, bár baloldali, az igazságért küzdő meggyőződését élete végéig megőrizte. 1968. augusztus 21-én, a Varsói Szerződés csapatainak csehszlovákiai bevonulása napján kijelentette: „Nem érzem magam tovább párttagnak!”.

## Elhallgattatása és nézeteinek hamisítása halála után
Amikor pedig már meghaltam, ez a kormányzat igyekszik majd kisajátítani 
Az író 1970-ben írt végrendeletében megtiltotta hivatalos temetését. Egyértelműen fogalmazta meg, hogy az irodalmi hagyatékot helyezzék el „egy nyilvános könyvtárban vagy archívumban”. Az akaratát nem tartották tiszteletben. Halála után sikerült az, amivel életében hiába próbálkoztak: a nevével manipuláltak, olyan kommunistának állították be, aki vakon hitt a kommunista párt igazságában és az eszme csalhatatlanságában, csak a személyi kultusz hibáit kritizálta. A gondolatait meghamisították. Könyveit nem adták ki. A hagyatékát hosszú évekre elzárták az olvasók és kutatók elől. Csak 1988-ban jelent meg a Szembesítés, 1989-ben pedig válogatás a noteszeiből.

## Emlékezete

### Versek Lengyel Józsefről
- Baranyi Ferenc: Már megértem… L. J.-nek (vers, Új Írás, 1964. 8. sz.)
- Vihar Béla: Verssorok a hűségről. L. J. nevére (Új írás. 1965. 2. sz.).
- Ízes Mihály: Könyörtelen jóratörekvő: Lengyel József hetvenöt éves (Napjaink. 1971. 11. sz.)
- Károlyi Amy: Búcsú helyett (Élet és Irod. 1975. 29. sz.)
- Weöres Sándor: L. J. emlékére (Élet és Irod. 1975. 29. sz.)
- Juhász Ferenc: Óda-kezdet (vers, Új Írás, 1975. 10. sz.)
- Vészi Endre: Csonka rekviem. L. J. (Titokzatos párhuzamok. Budapest, 1977., online elérés)
- Csokonai Attila: Szembesítés: Lengyel Józsefnek saját szavaival (Tekintet. 2003. 2.)

### Évfordulók és alkalmi megemlékezések
- Murányi Gábor: Tűrt, támogatott, tiltakozott: 100 éve született Lengyel József (HVG. 1996. XVIII. évf. 33. sz. 73-75. p.)
- Vámos Miklós: Tudom, amit nem (Élet és Irodalom. 2004. 44. sz., online elérés)
- Kende Tamás: A szembesítés kínjai. (Beszélő, 2006. online elérés)
- Pomogáts Béla: Szobor a feledés ellen. Lengyel József marcali szobrának avatásán. (Kritika. 2006. március online elérés)
- Pomogáts Béla: Lengyel József számvetése a történelemmel (Tekintet. 2012. 5. sz., online elérés)[halott link])

### Tudományos konferenciák, kiállítások
- 1982: Lengyel József tudományos tanácskozás (Marcali)
- 1986: Lengyel József tudományos tanácskozás (Marcali)
- 1999: két kiállítást rendeztek Oroszországban: a Marina és Anasztaszija Cvetajeva Irodalmi és Művészeti Múzeumban (Alekszandrov) és a Magyar Kulturális Központban (Moszkva)
- 2000: Oldás és kötés. Kiállítás az Orosz Kulturális Központban Budapest

### Posztumusz kitüntetések, emléktáblák, szobrok
- 1980-ban posztumusz Marcali város díszpolgárává avatták.
- 1985-ben utcát neveztek el róla Oroszlányban.
- 1986-ban a Lengyel József Helytörténeti Múzeum előtt felavatták az író mellszobrát, amely Gera Katalin alkotása. 2012-ben a szobrot a Lengyelkert – Tancsics utcák kereszteződésében található játszótérre helyezték át. (A Lengyerkert utcát a helybeliek az író apja, Lengyel Pál után nevezik így).[56]
- 1986-ban emléktáblát helyeztek el Monoszlón, Lengyel József egykori házán (Hegyi út 20.)
- 1991-ben posztumusz megkapta a Demény Pál-emlékérmet.
- 1999-ben Alekszandrovban emléktáblát helyeztek el a házon, ahol 1947–48-ban lakott.
- 2005-ben szobrot állítottak neki a marcali Széchenyi utcai szoborparkban (Gera Katalin alkotását).[57]

### Nevét viselő intézmények
- 1985-ben az oroszlányi Gimnázium és Szakközépiskola Lengyel József (LeJó) nevét vette fel,[58] azonban 2012-ben a két városi középiskola egyesítése után az intézmény neve Oroszlány városi Gimnázium és Szakközépiskola lett, 2012. szeptember 1-jétől pedig a Hamvas Béla Gimnázium és Szakközépiskola nevet viseli.
- 1986-ban a Marcali város múzeum neve Lengyel József Helytörténeti Múzeum lett.

### Lengyel József-díj
Lengyel József végrendeletében a jogdíjainak 1/3 részét arra szánta, hogy abból egy „harminc évesnél nem idősebb író” kapjon egy-egy évig havi ösztöndíjat. A díjat háromszor osztották ki: Deák Mór, Koppány Zsolt (1985); Debreczeny György (1986); Márton László, Babus Antal (1989) kapta.

## Könyvei

### Önálló kötetek
- Új költők könyve. György Mátyás, Kassák Lajos, Komját Aladár, Lengyel József lírai antológiája; Ma, Budapest, 1917
- Általános munkakényszer és proletár fegyelem; Közoktatásügyi Népbiztosság, Budapest, 1919
- Ó hit Jeruzsálem... Gábriel Lajos változásai; Írók Könyvkiadóvállalata, Wien, 1923 (Írók könyvtára)
- Visegrádi ucca. Történelmi riport; bev. Kun Béla; Sarló és Kalapács, Moszkva, 1932 (A "Sarló és Kalapács" könyvtára. Szépirodalmi sorozat)
- Visegrádi ucca (Kanadai Magyar Munkás Könyvtár) (1936)
- Kulcs (1956)
- Visegrádi utca: Történelmi riport (1957)
- Prenn Ferenc hányatott élete avagy Minden tovább mutat. Regény; Szépirodalmi, Budapest, 1958
- Három hídépítő. Elbeszélés egy alkotás élőéletéről; Szépirodalmi, Budapest, 1960
- Igéző. Elbeszélések; Szépirodalmi, Budapest, 1961
- Keresem Kína közepét: Útinapló (1963)
- Elévült tartozás (1964)
- Mit bír az ember: Két kisregény (1965)
- Mérni a mérhetetlent (Összegyűjtött munkái 2 kötetben) (1966)
- Tükrök (1967)
- A tudás fája. Elbeszélések; Zrínyi Ny., Budapest, 1968 (Kozmosz könyvek)
- Ézsau mondja... (1969)
- Szembesítés. A regény egyetlen kulcsa: a kor; Kossuth, bp., 1971 ("kézirat gyanánt")
- Elejétől végig (1975)
- Fegyverhordó Ndolo naplója; Magvető, Budapest, 1978 (Rakéta regénytár)
- Elejétől végig. Elbeszélések; vál., szerk., utószó Mátyás István; Népszava, Budapest, 1984 (Népszava könyvtár)
- Szembesítés (1988)
- Beszélgetések; Szabad Tér, Budapest, 1988 (Huszadik század)
- Lengyel József noteszeiből, 1955–1975; vál., sajtó alá rend., előszó Major Ottó; Magvető, Budapest, 1989
- Igéző. Kicsi, mérges öregúr. Oldás és kötés (2007)

### Lengyel József összes művei sorozat (Magvető, 1970–1978)
- Bécsi portyák (1970)
- Trend Richárd vallomásai avagy Ante, apud... ultra, trans (1970)
- Újra a kezdet (1970)
- Hídépítők (1971)
- Igéző (1-2. köt., 1971)
- Isten ostora (1972)
- Levelek Arisztophanészhez (1972)
- Ó Hit-Jeruzsálem (1972)
- Visegrádi utca (1972)
- Argonidész hajói (1973)
- Az őszinteség lépcsőin (1974)
- Neve: Bernhard Reisig: Föld és külföld (1978)

### Idegen nyelvű kiadások
- Sternekund und Reinekund: Sechs Märchen. Drezda, Verlagsanst. Proletarischer Freidenker Deutschlands, 1923
- Des armen Gábor Kovács Lebenslauf. Regensburg: Habbel & Naumann Verlag, 1923
- Изобретатель Андреас. Москва, Изд. ЦК МОПР, 1930
- Исторический репортаж. Москва, Советская Литература, 1933
- Три домны. Москва, Журн.-газ. Объединение ЦК МОПР, 1933
- Visegráder Strasse. Berlin; Budapest, Dietz; Corvina, 1959
- Беспокойная жизнь Ференца Пренна или стрелки указывают будущее. Москва, Иностр. лит., 1961
- Batte il cuore della Cina. Milánó, Milano Nuova, 1964
- Bosorák. Bratislava, Slovensky spisovatel, 1965
- Dal principio alla fine. Milánó, Ferro, 1965
- Sortilegio. Milano, Ferro, 1965
- From beginning to end. London, Peter Owen, 1966
- Prenn drifting: a novel. London, Peter Owen, 1966
- Das unruhige Leben des Ferenc Prenn. Berlin, Volk u. Welt, 1966
- Le pain amer. Párizs, Denoël, 1966
- Die Attraktionen des Herrn Tördeky und andere Erzählungen. Reinbeck bei Hamburg, Rowohlt, 1967
- Die Bekenntnisse des Richard Trend. Berlin; Weimar, Aufbau-Verlag, 1976
- Čarodějník. Prága, Odeon, 1967
- From beginning to end. Englewood Cliffs, Prentic-Hall, 1968
- The judge's chair: A novel. London, Peter Owen, 1968
- Fra begyindelsen til enden og andre fortaellinger. Koppenhága, Samleren, 1969
- Acta Sanctorum and other tales. London, Peter Owen, 1970
- Czarownik. Varsó, Pañstwowy Instytut Wydawniczy, 1971
- Confrontation. London, Peter Owen, 1973
- Confrontation. Secaucus, N. J., Citadel Press, 1973
- Лицом к лицу. London, Overseas Publications Interchange Ltd, 1975
- Deux communistes. Paris, Fayard, 1975
- Endurance humaine. Budapest, Corvina, 1976
- Die Bekenntnisse des Richard Trend. Berlin; Weimar, Aufbau-Verlag, 1976
- Pohnuty život Ference Prenna. Praha, Odeon, 1976
- Attila – Bič Boži. Prága, Lidové nakladatelství, 1978
- The Bridgebuilders. Budapest, Corvina, 1979
- Избранное. Москва, Худ. лит-ра, 1984
- Die Kettenbrücke. Berlin. Verlag der Nation; Corvina, 1981
- Gegenüberstellung. Frankfurt, Neue Kritik, 1990
- Незабудки. Москва, Известия, 1990
- Очная ставка. Москва, Радуга, 1990
- Просроченный долг. Москва, 2016. ISBN 978-5-904280-67-3

### Fordításai
- Rosa Luxemburg: Levelek a börtönből. – Bécs: Europa, 1922. – (Europa ismeretterjesztő könyvtár; 4)
- K. Zetkin: Emlékezések Leninre, Moszkva, 1932. – (A Sarló és Kalapács könyvtára)
- Alekszej Nyikolajevics Tolsztoj: Szakadékok, Archip. Gróf Caliostro, Zavaros idők történet, Víz alatt, A cvikkeres ember, Fekete péntek, Iván Szudarev elbeszélései // Ősi út: elbeszélések / Tolstoj, Aleksej; Lengyel I. [József] és Sarkadi V. (ford.). – Bp : Új Magyar Kvk., s. a. [1948]. (Alekszej Tolsztoj válogatott művei; 2)
- Alekszej Nyikolajevics Tolsztoj: Misuka Nalimov, A kis kakas, A sánta herceg, Szakadékok, A víz alatt, A cvikkeres ember, Zavaros idők története, Fekete péntek, Az ősi út, Éjjel a pitvarban, a szénán, Ahogy kezdődött, A hét szurtos, Nyina // Elbeszélések / Alekszej Tolsztoj, Ford. Lengyel József et al. – Budapest: Új Magyar Kiadó., 1956
- Alekszandr Tvardovszkij: Kályhások // Nagyvilág. 1959. IV. évf. 4. sz. – 468-488. p. Mai orosz elbeszélők. Európa, 1960. kötetben is volt
- Mihajlo Kocjubinszkij: Fata morgana: Válogatott művek / Mihajlo Kocjubinszkij; Ford.: Lengyel József, Brodszky Erzsébet. – Budapest: Európa Könyvkiadó – Kárpáti Kiadó., 1971. – 362-488. p.
- Alekszej Nyikolajevics Tolsztoj: Éjjel a pitvarban, a szénán, Ahogy kezdődött, A hét szurtos, Nyina // Fagyos éjszaka: Válogatott elbeszélések / Alekszej Tolsztoj; Ford. Lengyel József et al. – Budapest: Zrínyi Katonai Könyv- és Lapkiadó, 1986

## Műveiből készült filmek
- Oldás és kötés című novellája alapján Jancsó Miklós rendezett filmet: Oldás és kötés (1963)
- Wengraf című novellája alapján Horváth Jenő készítette tévéfilmet (1968)
- Én, Prenn Ferenc – Lengyel József regényéből Keleti Márton rendezett tévéfilmet (1969)
- Agitátorok, fekete-fehér film. Rendező: Magyar Dezső. A forgatókönyvet Sinkó Ervin, Lengyel József és mások művei alapján Magyar Dezső és Bódy Gábor írta (1969)
- Igéző c. elbeszéléséből Szinetár Miklós készített tévéfilmet (1970, online elérés)
- Vallomások. Egri István Lengyel József művei alapján rendezett tévéjátékot (1974)
- Visegrádi utca. Tévéfilm (rendezte: Ruszt József, 1986)
- Sárga pipacsok. Tévéfilm (rendezte: Esztergályos Károly, 1989)

## Művei az interneten
- Lengyel József: Mérni a mérhetetlent összegyűjtött munkái
- Lengyel József noteszeiből, 1955-1975
- Lengyel József: Szembesítés
- Lengyel József: Bécsi portyák
- Lengyel József: Sternekund und Reinekund
- A hídépítők. Elbeszélés egy alkotás előéletéről
- Budapesti Negyed 9 (1995/3) Három hídépítő (részletek)
- Kicsi mérges öregúr és Az Acta Sanctorum új fejezete
- Lengyel József: Nyírfa
- Lengyel József: A fegyverhordozó Ndoló naplója
- Lengyel József: 13 magyar haiku
- Lao-ce: Az erény valójáról; Az erkölcsök egyszerűsége. Lengyel József fordítása
- Lengyel József: Egy Johann Strauss koncert (részletek) // Evangélikus Élet. 2006.
- Filipescu // Ezredvég. 2007. 3. sz.
- NORILSK II Erzählung von Jozsef Lengyel (Die Zeit, 25.11.1966 Nr. 48)
- Lengyel József: Máttis Teutcsh János a Ma folyóirat első kiállításán. Nyugat. 1917.
- József Lengyel: Die Strasse der Flucht

## Kapcsolódó szócikk
- Magyar irodalmi alkotások a Gulágról